# 炭河里遗址
炭河里遗址（宁乡炭河里国家考古遗址公园，湖南宁乡炭河里西周城址）坐落在湖南省长沙市宁乡市黄材镇寨子村塅溪与沩水交汇的台地上，是南方著名的青铜器出土地，出土的青铜器年代约为商朝到西周时期。位于长江以南的宁乡却有大量珍贵的商周时期青铜器出土，这是中国历史界的一个还没有解开的谜。
依托炭河里遗址，建有炭河里青铜博物馆。

## 沿革
1959年出土“大禾人面方鼎”，专家认为出土地曾是殷商王朝后期的一个方国，即“大禾方国”。
2006年，国务院将其列为全国重点文物保护单位。
2009年，宁乡灰黄公路非法开工。炭河里遗址遭到毁灭性破坏，在后来抢救性的发掘中又发掘已发现宋、唐、西周遗址各1处，出土西周釜形鼎1尊。
2017年，中国首个周文化主题公园“宋城炭河古城”开园。

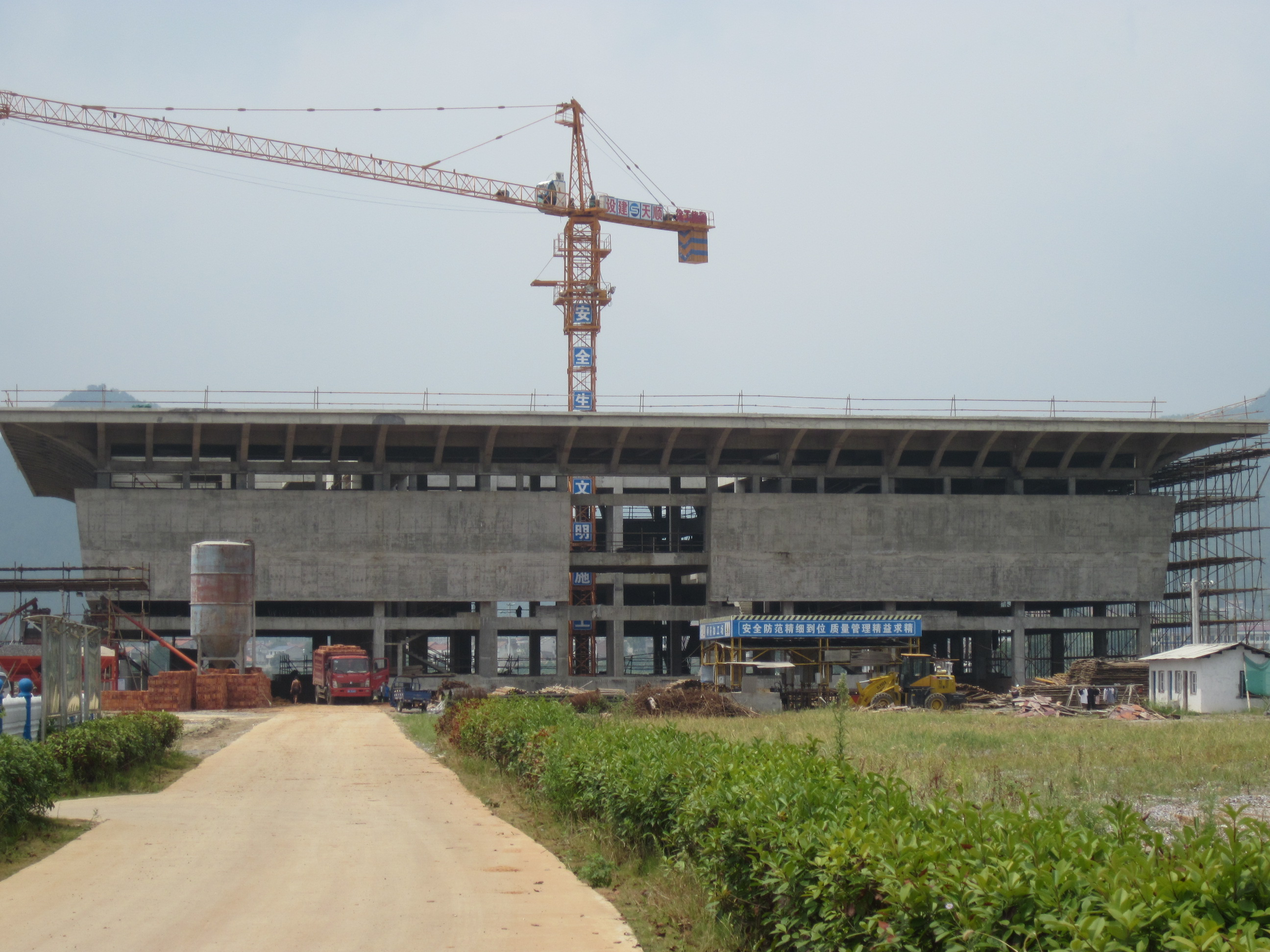
建设中的炭河里青铜博物馆

## 青铜器
著名的青铜器四羊方尊即在此出土。其他重要的青铜器还有大禾方鼎、大铜铙等。其中四羊方尊是中国最大的方形尊，最大的铜铙和最大的铜瓿均在此地发现。

## 西周宫殿遗址
炭河里遗址还包括西周宫殿遗址。2005年至今一直在发掘中。

## 学术争论
商代文化的中心在河南一带，一般认为商朝文化是不过长江的。史学家对在长沙宁乡出土众多的青铜器，主要提出三种解释，即商朝人从中原带来说，商朝人在本地铸造说和商朝时期其他民族在本地铸造说。